# Calceolaria conocarpa
Calceolaria conocarpa är en toffelblomsväxtart som beskrevs av Francis Whittier Pennell. Calceolaria conocarpa ingår i släktet toffelblommor, och familjen toffelblomsväxter. Inga underarter finns listade i Catalogue of Life.